# المغربة (الرجم)

تعديل مصدري - تعديل

المغربة هي إحدى قرى عزلة المدني بمديرية الرجم التابعة لمحافظة المحويت، بلغ تعداد سكانها 217 نسمة حسب تعداد اليمن لعام 2004.